# Fritt vilt 3
Fritt vilt 3 (br Presos no Gelo 3 - O Início) é um filme de terror norueguês de 2010, dirigido por Mikkel Brænne Sandemose.

## Sinopse
O filme mostra os eventos anteriores aos dois primeiros filmes, com o assassino em sua infância e adolescência.

## Elenco
- Ida Marie Bakkerud.....Hedda
- Kim S. Falck-Jørgensen.....Anders
- Pål Stokka.....Magne
- Julie Rusti.....Siri
- Sturla Rui.....Knut
- Terje Ranes.....Einar
- Nils Johnson.....Jon
- Hallvard Holmen.....Bjørn Brath
- Trine Wiggen.....Magny Brath
- Arthur Berning...Simen